# Dąb Polski
Dąb Polski est un village du powiat de Włocławek, en Voïvodie de Cujavie-Poméranie, au nord-ouest de la Pologne. Il est situé à 24 kilomètres à l'est de Włocławek et à 71 kilomètres au sud-est de Toruń.